# Ligowo
Ligowo – wieś w Polsce położona w województwie mazowieckim, w powiecie sierpeckim, w gminie Mochowo. Ma status sołectwa.
Do 1954 miejscowość była siedzibą gminy Ligowo. W latach 1954–1972 wieś należała i była siedzibą władz gromady Ligowo. W latach 1975–1998 miejscowość administracyjnie należała do województwa płockiego.

## Parafia pw. św. Mateusza Ewangelisty w Ligowie

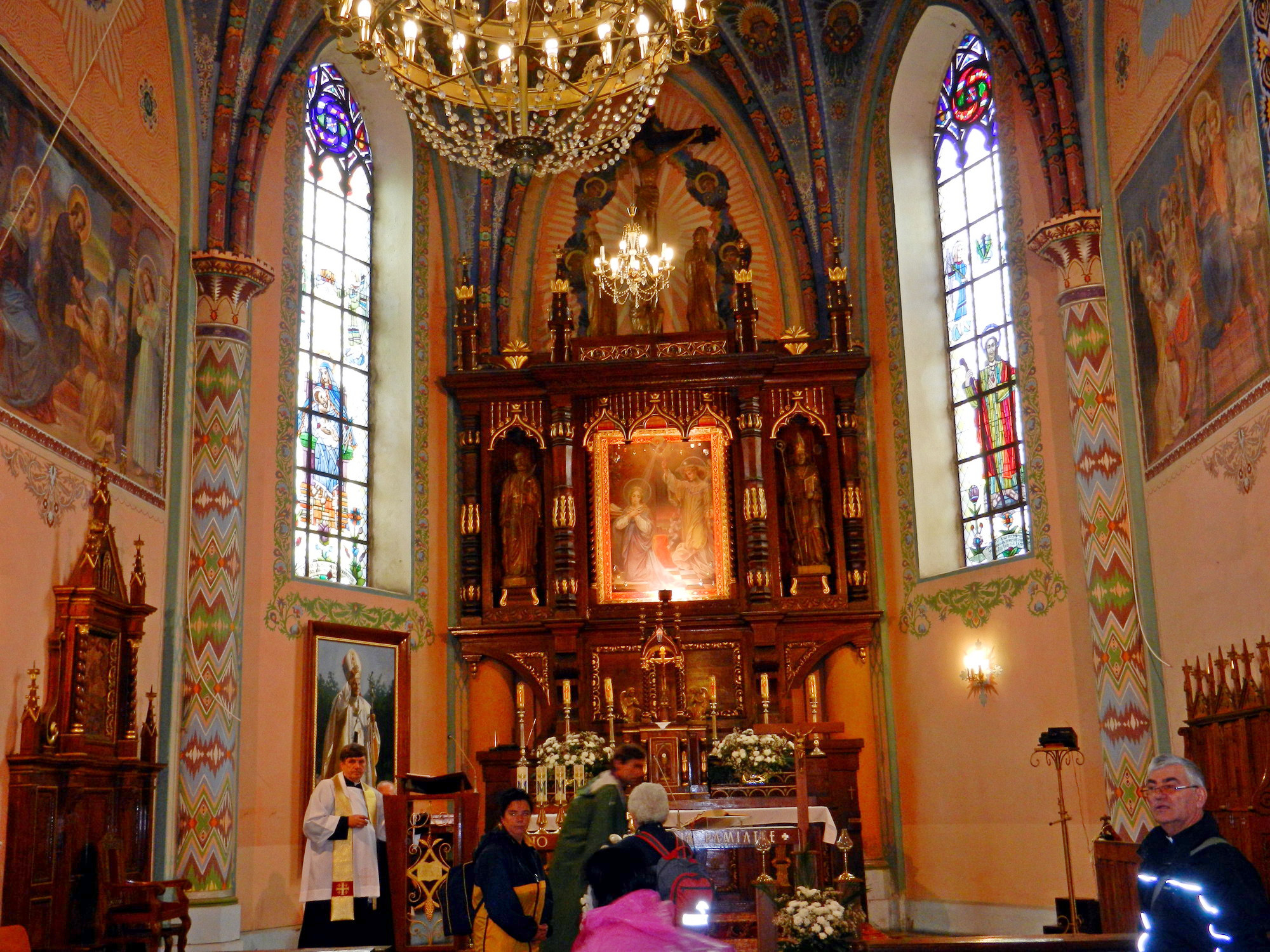
Ołtarz w kościele

Parafia erygowana została 22 września 1388 r. przez bpa Ścibora z fundacji Trojana i Stanisława z Ligowa oraz ich krewnych z Mysłakowa. Ponowny dokument erekcyjny wydano w 1473 r. Z wizytacji w 1609 r. wiadomo, że kościół był drewniany, pod wezwaniem św. Mateusza, konsekrowany, że posiadał trzy ołtarze i malowane prezbiterium. W 1724 r. wzniesiono nowy, także drewniany, który wielokrotnie remontowano.
Na miejscu kolejnych kościołów drewnianych rozpoczęto w 1906 r., staraniem ks. Józefa Orłowskiego, budowę obecnej murowanej, neogotyckiej świątyni. Budowę ukończono w 1913 r. 10 października tegoż roku konsekrował ją bp Antoni Julian Nowowiejski. Świątynia jest pod wezwaniem Zwiastowania Najświętszej Maryi Panny. Ołtarz główny pochodzi z lat 50. XX wieku. Jego styl nawiązuje do neobaroku z elementami klasycznymi. W polu głównym znajduje się obraz NMP zasłaniany płótnem z wizerunkiem św. Mateusza. Obraz N.M.P. został ufundowany przez biskupa kieleckiego Czesława Kaczmarka, pochodzącego z tej parafii. Dwa ołtarze boczne pochodzą z poprzedniego kościoła. Datowane są na XVIII stulecie. Lewy poświęcony Sercu Pana Jezusa, prawy z obrazem Matki Boskiej Częstochowskiej. Poza tym znajdziemy w kościele kilka zabytkowych przedmiotów z XVII i XVIII wieku, głównie naczyń i szat liturgicznych. Na ścianach świątyni dostrzeżemy polichromię z 1930 roku znanego artysty Władysława Drapiewskiego odwołującą się do dziejów Rzymskokatolickiego Kościoła w Polsce. W 1953 r. ufundowano osiem witraży, a w 1949 r. sprawiono 17-głosowe organy, które wykonała spółka Biernackiego, działająca w Warszawie i Krakowie. Szczególnie uroczyście obchodzony jest w Parafii Ligowo odpust ku czci Św. Mateusza Apostoła - patrona parafii, który w Ligowie przypada zawsze w I niedzielę po 21 września, kiedy to czci się Świętego Mateusza.

## Szkoła podstawowa w Ligowie
Pierwsza szkoła powstała w Osieku około 1848-1850 roku. Szkoła ta prowadzona była ze zmiennym szczęściem. Dzieci były zmuszane do mówienia po rosyjsku, śledzono je. W szkole tej uczono czytania, pisania i czterech podstawowych działań. Za naukę trzeba było płacić, więc niewiele dzieci mogło do niej uczęszczać.

## Pomnik powstańców styczniowych
Na miejscowym cmentarzu do niedawna znajdował się żeliwny pomnik-kapliczka z figurą Matki Boskiej wewnątrz. Była to dosyć duża, ale mocno skorodowana konstrukcja.
W tym miejscu pochowano poległych żołnierzy w powstaniu styczniowym. W czasie jego trwania, miejscowy dzierżawca, niejaki Miączyński nawoływał chłopów do udziału w powstaniu, jednak wielu niechętnie donosiło się do walki. W pobliskim Koziołku 16 IV 1863 roku, doszło do bitwy powstańczej. Ksiądz proboszcz, Ignacy Małkiewicz zebrał ciała 16 poległych i zorganizował im patriotyczny pogrzeb w kościele w Ligowie. Wielu powstańców, którzy przeżyli, zostało skazanych na zesłanie do Rosji. W krótki czas po tym, wzniesiono na cmentarzu kapliczkę. Na przełomie 2006 i 2007 roku kapliczkę rozebrano. Pozostała tylko betonowa ramka. Obecnie, pośrodku jej, postawiono żeliwny krzyż, osadzony na kamiennym postumencie. Nie posiada ona żadnej inskrypcji, dotyczącej charakteru tego miejsca.